# Gåsaviken
Gåsaviken är en sjö i Ronneby kommun i Blekinge och ingår i Ronnebyåns huvudavrinningsområde. Sjöns area är 0,2734 kvadratkilometer och den är belägen 60,4 meter över havet.